# 李稠
李稠（810年—875年），字易周，號鳳池，泉州晋江池店李厝人。
早年以明經試，开成三年（838年）進士，授监察御史，以耿直稱。會昌五年，淮南节度使李绅奏报朝廷，说江都县令吳湘盜用公款，强娶百姓颜悦之女，其罪当死。後來朝廷命御史李稠與崔元藻前往扬州复查，發現吴湘贪赃属实，强娶民女罪不实，奏称吴湘罪不至死。李德裕袒护李绅，最後吴湘仍被處死。李稠被貶為汀州司戶。後因剿匪有功，累晉戶部員外郎，遷大理寺丞。历官工部尚书，兼鹿坊、灵武、易定三镇节度使。晚年辭歸。乾符四年（875年）卒於家。